# Уклеин, Владимир Николаевич
Владимир Николаевич Уклеин (25 августа (7 сентября) 1898, Киев — 16 марта 1986, Тула) — российский и европейский архитектор, инженер-проектировщик, крупный специалист по истории архитектуры Тулы и Тульской области, краевед, писатель. Доктор технических наук (Dr. tech., 1933). Главный архитектор города Темиртау (1960—1962).
Участник Галлиполийского сидения, член Общества Галлиполийцев.

## Биография
В. Н. Уклеин родился 7 ноября 1898 года в Киеве в семье врача-хирурга. Потом семья переехала в Пензу, где он в 1916 году закончил Пензенское реальное училище со строительно-архитектурным уклоном.

### Гражданская война
В 1918—1919 годах, в период Гражданской войны, Владимир Уклеин снова оказался в Киеве. Здесь его привлек к работе по собиранию произведений искусства для музеев известный график, акварелист и историк архитектуры Георгий Крескентьевич Лукомский (1884—1952), возглавлявший архитектурный отдел Всеукраинского комитета охраны памятников истории и старины. Под влиянием общения с Г. К. Лукомским — крупным художником и теоретиком искусства, Владимир Уклеин выбрал свой дальнейший профессиональный и жизненный путь. В конце 1919 года он вместе с Г. К. Лукомским выехал в Крым и вскоре оказался за границей, в Галлиполи (Греция).

### Жизнь в Праге
В 1922 году, приехав в Прагу, В. Н. Уклеин поступил на факультет архитектуры и гражданского строительства Чешской Высшей технической школы, который окончил с отличием в 1925 году, получив звание инженера-архитектора (ing. arch.).
В 1925—1938 годах В. Н. Уклеин работал в Пражской архитектурно-проектной мастерской у профессора Антонина Энгля проектировщиком и конструктором, а потом и главным архитектором, где проектировал общественные, жилые и промышленные здания.

### Творческий рост
Живя в Западной Европе, В. Н. Уклеин имел большие возможности изучить новейшие достижения архитектуры, познакомиться с передовыми идеями в этой области, причём часто даже непосредственно из уст их творцов. Во время поездки во Францию он лично встретился с создателем одного из современных архитектурных направлений Ле Корбюзье, выдающимся архитектором и теоретиком.
В 1933 году, находясь под влиянием идей великого Корбюзье, Владимир Николаевич защитил диссертацию на тему «Воздух и свет в больнице», став доктором технических наук. Свои принципы госпитального строительства молодому архитектору Уклеину наиболее полно удалось выразить в возведённом по его проекту здании больницы в Праге.
В 1938—1945 годах он владел уже собственной архитектурной мастерской в Праге. Его главным направлением в архитектуре было проектирование зданий медицинского (госпитального) назначения — больниц, клиник, госпиталей, санаториев и других подобных объектов.
За полтора десятилетия практической работы В. Н. Уклеин стал признанным авторитетом в своей области. Его осуществлённые проекты нередко фигурировали на конкурсах и отмечались премиями и дипломами, работы по теории и практике строительства и архитектуры печатались во многих крупных журналах.
В. Н. Уклеин овладел немецким, французским, итальянским и чешским языками. Одновременно он изучал классическую немецкую философию, посещал крупнейшие музеи мира, бывал во многих старых городах Западной Европы, осваивая теорию, практику и историю архитектуры.
Тогда же он женился. Его супругой стала Луция Александровна Укляйн (немецкий вариант фамилии Владимира Николаевича).

### Вторая мировая война
С началом Второй мировой войны супруги оказались на оккупированной Германией территории. В 1944 году Уклеин находился в Гамбурге, где стал свидетелем массированного воздушного налета американских самолетов на город. Увиденные разрушения и жертвы настолько потрясли его, что в дальнейшем, до конца своей жизни он стремился все силы отдавать сохранению культурного наследия.

### Сталинские лагеря
После разгрома фашистской Германии и занятия Чехословакии советскими войсками, 30 июля 1945 года В. Н. Уклеин был арестован в Праге, препровождён на территорию СССР и осуждён на 8 лет лишения свободы по статье 58 — 2, — 11 (за антисоветскую организованную деятельность и якобы участие в вооруженном восстании) Военным трибуналом Львовского военного округа. Отбывать наказание его отправили сначала в Карлаг, а затем в Песчанлаг МВД СССР (Карагандинская область Казахстана). Его жена Луция Александровна, оставшаяся за «железным занавесом», была навсегда разлучена с ним.
Одновременно с В. Н. Уклеиным органами НКВД и Смерш в Чехословакии был подвергнут репрессиям целый ряд русских архитекторов-эмигрантов, некоторые из которых были казнены:
- Артемий Корнейчук (Artemij Kornejčuk),
- Леонид Лада-Якушевич (Leonid Lada-Jakuševič, 1898—1981) — с 1938 издавал журнал на русском языке «Русский архитектор за рубежом»,[3]
- Алексей Левицкий (Alexej Levickij),
- Венедикт Остроухов (Venedikt Ostrouchov, 1893—1945) — инж.-арх., казнён в Праге,
- Николай Пашковский (Nikolaj Paškovskij, 1897—1970),[4]
- Даниэль Похитонов (Daniel Pochitonov),
- Александр Симиренко (Alexander Simirenko).

### Освобождение и реабилитация
Владимира Николаевича освободили вскоре после смерти Сталина, 6 июня 1953 года, но реабилитировали только 27 октября 1960 года. Ещё в лагере его женой стала инженер-строитель Антонина Семеновна Минитская, осужденная в 1938 году как «член семьи изменника Родины» (ЧСИР) и реабилитированная 5 сентября 1958 года.
Живя после освобождения с женой в Казахстане, В. Н. Уклеин с 1960 по 1962 год работал главным архитектором города металлургов Темиртау.

### Переезд в Тулу
Обоим супругам, несмотря на реабилитацию, было запрещено жить в Москве и Ленинграде, а также на расстоянии менее 101 километра от столиц. Поэтому, когда в дальнейшем встал вопрос о переезде из мест их бывшего заключения ближе к центрам культурной жизни, супруги остановили свой выбор на Туле, где было проще найти работу по специальности, а также было достаточно лёгкое сообщение с Москвой.
В Туле с 1962 до 1968 (или 1969) года В. Н. Уклеин работал главным инженером «Тулоблпроекта» (ныне «Тульскгражданпроект»).

## Историк архитектуры Тульской области
В. Н. Уклеин вышел на пенсию в 70 лет, после чего все свои силы и время посвятил изучению культуры и, в частности, архитектурного наследия Тулы и Тульской области.
Вскоре в местной печати появились первые заметки, сообщения и статьи об архитектурных памятниках и зодчих. Владимир Николаевич принял деятельное участие в работе Тульского областного отделения недавно организованного Всероссийского общества охраны памятников истории и культуры (ВООПИиК) по сохранению памятников, пропаганде и изучению архитектурного наследия. Он возглавил работу авторского коллектива по созданию путеводителя «Тула. Памятники истории и культуры» (1969).
Хорошо видя, как профессионал, большие проблемы в изучении истории архитектуры Тулы и особенно области, Владимир Николаевич пришел к необходимости самому, на месте обследовать объекты тульского провинциального зодчества. Было организовано несколько разведочных поездок от ВООПИиК в ряд районов области, которые принесли положительный результат. После этого В. Н. Уклеин решил уже детально обследовать область, двигаясь по автобусным маршрутам от Тулы до районных центров и захватывая вглубь окрестную территорию по обеим сторонам от шоссе.
Тогда у Владимира Николаевича и возник замысел создать цикл книг под названием «О зодчестве и зодчих». В этой мысли он ещё более утвердился, прочитав недавно вышедшую в новой, ставшей затем на много лет очень популярной серии «Дороги к прекрасному» книгу Е. В. Николаева (1934—1967) «По Калужской земле» (издательство «Искусство», 1968). Её автор, проведя читателей по нескольким маршрутам от Боровска до Козельска, рассказал об архитектурных и исторических памятниках Калужской области. К великому сожалению, из-за кончины автора эта книга осталась единственной из задуманного им цикла.
В процессе работы Владимиру Николаевичу большую помощь оказал его бывший коллега по «Тулоблпроекту» и хороший друг, архитектор и книжный график Владимир Сергеевич Матвеев. Он организовал через своих друзей и знакомых транспорт для Владимира Николаевича и не только сопровождал его во всех поездках по области, но и фотографировал и зарисовывал архитектурные памятники. В дальнейшем он же разработал типовое оформление будущих книг цикла «О зодчестве и зодчих» и проиллюстрировал их своими графическими работами.

## Память
Имя Владимира Николаевича Уклеина (чеш. Uklein, Vladimír Nikolajevič) вошло в изданную в 2004 году в Праге «Энциклопедию архитекторов, строителей и каменщиков Чехии».

## Сочинения

### Книги, буклеты
- Уклеин В. Н. От Оки до Куликова поля: О зодчестве и зодчих / Худож. В. С. Матвеев. — Тула: Приок. кн. изд-во, 1970. — 136 с. — 15 000 экз.
- Уклеин В. Н. Куликово поле: Иллюстрированный путеводитель. — М.: МПФГ, 1971. — 20 с. — 30 000 экз.
- Уклеин В. Н. Змеится лентою дорога…: О зодчестве и зодчих (Алексин, Одоев, Белёв) / Ред. Л. А. Москалёва; Худож. В. С. Матвеев. — Тула: Приок. кн. изд-во, 1972. — 176 с. — 15 000 экз.
- Уклеин В. Н., Бороздинский М. Г. Венёв. — Тула: Приок. кн. изд-во, 1974. — 24 с. — 3000 экз.
- Уклеин В. Н. От Тульских засек до Красивой Мечи: О зодчестве и зодчих / Ред. С. Д. Ошевский; Худож. В. С. Матвеев. — Тула: Приок. кн. изд-во, 1976. — 144 с. — 30 000 экз.
- Уклеин В. Н. От Тулы до Поленова: О зодчестве и зодчих / Рец.: Ф. Д. Поленов, Н. М. Трубникова; Худож. В. С. Матвеев. — Тула: Приок. кн. изд-во, 1981. — 120 с. — 10 000 экз.
- Уклеин В. Н. Тула — каменная летопись: О зодчестве и зодчих. — Тула: Приок. кн. изд-во, 1984. — 193 с.
- Уклеин В. Н. След времён минувших : О зодчестве и зодчих / Под ред., с предисл. и коммент. С. В. Михалевой, Т. М. Халтуриной. — Тула: Приок. кн. изд-во, 1991. — 96 с. — ISBN 5-7639-0280-7.
- Уклеин В. Н. О зодчестве и зодчих Тульского края. — Тула: Гриф и К, 2014(2015). — (Моя малая родина). — 200 экз.

### Статьи
- «Классически изящны и просты…» // Молодой коммунар. 1974. 4 нояб. (о яснополянских башенках).
- Знаменитый архитектор // Коммунар. 1974. 4 дек. (об архитекторе Д. В. Ухтомском)
- «…Стрелами улицы легли…» // Коммунар. 1979. 22 дек. (о генеральном плане Тулы).
- Музей в Тульском кремле / В. Н. Уклеин // Молодой коммунар. 1980. 25 нояб. (О работе по созданию музея памятников деревянного зодчества).
- «Новый» театр // Молодой коммунар. 1981. 8 янв.
- «Наличники резьбы узорной» // Коммунар. 1982. 21 апр.
- Грани тульского зодчества: альбом / С. Д. Ошевский; оформл. М. Г. Рудакова; авт. вступ. ст. В. Н. Уклеин. — Тула: Приок. кн. изд-во, 1983. — 78 с.